# Episodi di Sacred Games (seconda stagione)
La seconda stagione della serie televisiva Sacred Games, composta da 8 episodi, è stata pubblicata su Netflix il 15 Agosto 2019.
| nº | Titolo originale | Regia                           | Scritto da   | Pubblicazione  |
| -- | ---------------- | ------------------------------- | ------------ | -------------- |
| 1  | Matsya           | Neeraj Ghaywan e Anurag Kashyap | Dhruv Narang | 15 Agosto 2019 |
| 2  | Siduri           | Neeraj Ghaywan e Anurag Kashyap | Nihit Bhave  | 15 Agosto 2019 |
| 3  | Apasmara         | Neeraj Ghaywan e Anurag Kashyap | Pooja Tolani | 15 Agosto 2019 |
| 4  | Bardo            | Neeraj Ghaywan e Anurag Kashyap | Dhruv Narang | 15 Agosto 2019 |
| 5  | Vikarna          | Neeraj Ghaywan e Anurag Kashyap | Nihit Bhave  | 15 Agosto 2019 |
| 6  | Azrael           | Neeraj Ghaywan e Anurag Kashyap | Pooja Tolani | 15 Agosto 2019 |
| 7  | Torino           | Neeraj Ghaywan e Anurag Kashyap | Varun Grover | 15 Agosto 2019 |
| 8  | Radcliffe        | Neeraj Ghaywan e Anurag Kashyap | Varun Grover | 15 Agosto 2019 |